# Mariangela Matera
Mariangela Matera (Andria, 3 gennaio 1967) è una politica italiana.

## Biografia
Si laurea in Economia e commercio nel 1991 presso l’Università degli Studi di Bari. Dopo gli studi intraprende la professione di dottore commercialista, è iscritta anche al Registro dei Revisori Legali. 

### Attività politica
La sua prima candidatura risale al 2020, concorrendo alle elezioni regionali in Puglia per la carica di consigliere regionale per la provincia di Barletta-Andria-Trani nelle liste Fratelli d’Italia, ma ottiene 2.577 preferenze e non viene eletta
Alle elezioni politiche del 2022 viene eletta alla Camera dei Deputati nel collegio uninominale Puglia - 03 (Andria) per la coalizione di centro-destra (in quota FdI), ottenendo il 40,83% davanti ad Angela Piarulli del Movimento 5 Stelle (27,00%) e a Sabino Zinni del centrosinistra (23,14%).